# Zhouhai Lu
Zhouhai Lu (chiń. 洲海路站) – stacja początkowa metra w Szanghaju, na linii 6. Zlokalizowana jest pomiędzy stacjami Waigaoqiao Baoshuiqu Nan i Wuzhou Dadao. Została otwarta 29 grudnia 2007.